# Hlad (film, 2008)
Hlad (anglicky Hunger) je irsko-britský historický dramatický film z roku 2008 režiséra Steva McQueena s Michaelem Fassbenderem, Liamem Cunninghamem a Liamem McMahonem v hlavních rolích. Zobrazuje irskou protestní hladovku v roce 1981. Film napsali Enda Walsh a McQueen.
Hlad měl premiéru na filmovém festivalu v Cannes v roce 2008 a vyhrál prestižní cenu Caméra d'Or pro začínající tvůrce. Dále vyhrál Sydney Film Prize na filmovém festivalu v Sydney, Grand Prix belgického syndikátu kritiků Cinema, nejlepší film z večera Standard britské filmové ceny a získal dvě nominace na cenu BAFTA, jednu z nich vyhrál. Film byl také nominován na osm ocenění na IFTA v roce 2009 a na této události vyhrál šest.
V hlavní roli vystupuje Fassbender jako Bobby Sands, dobrovolník z prozatímní irské republikánské armády (IRA) a zastupitel, který vedl druhou hladovku IRA a účastnil se protestu bez mytí (vedl jej Brendan „The Dark“ Hughes), ve kterém se irští republikánští vězni pokusili znovu získat politický status poté, co byl zrušen britskou vládou v roce 1976. Nastiňuje události ve věznici Maze v období vedoucím k hladovce a jejím následkům.